# Cyrtandra todaiensis
Cyrtandra todaiensis är en tvåhjärtbladig växtart som beskrevs av Kanehira. Cyrtandra todaiensis ingår i släktet Cyrtandra och familjen Gesneriaceae. Inga underarter finns listade i Catalogue of Life.